# Turtles Can Fly
Turtles Can Fly (Lakposhtha parvaz mikonand) è un film del 2004 diretto da Bahman Ghobadi.

## Trama
Un piccolo villaggio e il campo profughi curdi sorto intorno ad esso, costruiti sul confine turco-iracheno, attendono con ansia l'imminente invasione americana dell'Iraq, sperando che abbattano il regime di Saddam Hussein, ma con il timore che la sua caduta porti violenze e caos su tutti. Satellite è un orfano di tredici anni che vive nel villaggio. Il ragazzino è soprannominato così per via per la sua ossessione per la tecnologia e la forte convinzione dell'utilità di installare antenne satellitari per ascoltare le trasmissioni sulla guerra che verrà. Satellite inoltre mostra un enorme interesse per gli Stati Uniti (esprimendosi con parole o frasi di inglese gratuito nel suo discorso, per esempio) ed è alla guida di quasi tutti i bambini del villaggio, organizzandoli in gruppi di lavoro che si guadagnano da vivere disarmando e vendendo mine a trafficanti d'armi o sminatori delle Nazioni Unite in cambio di denaro o armi. Anche se la maggior parte di questi ragazzi è orfana o menomata a causa degli incidenti durante la raccolta delle mine, riescono in qualche maniera a passare le giornate in maniera spensierata.
Mentre Satellite sta montando un'antenna, al campo arrivano tre nuovi arrivati. Conosce Agrin, una ragazzina orfana, e il suo piccolo fratello cieco Riga. Il ragazzo si innamora subito dell'orfana, e cerca di aiutarla in ogni maniera quando è possibile. Tuttavia Agrin è una ragazza perennemente triste e persa nei suoi pensieri, incapace di sfuggire ai demoni del passato. A Viaggiare con lei è il disabile, ma molto premuroso fratello Hengov, che sembra avere il dono della chiaroveggenza, anche se ha una cattiva reputazione per questo. Più in là viene rivelato che Agrin ha dato alla luce Riga dopo essere stata violentata da un gruppo di soldati che hanno attaccato il suo villaggio, mentre le braccia di Hengov erano state distrutte mentre i soldati tentavano di annegare entrambi i bambini. Agrin non è in grado di accettare Riga come qualcosa di diverso da una macchia, un continuo ricordo del suo passato brutale.
Agrin tenta più volte di abbandonare il bambino. In uno di questi tentativi porta il piccolo al centro di un campo minato e lo lascia lì. Satellite, avvertito da tutti i bambini del campo che Riga è in pericolo, tenta di salvarlo, ma nel tentativo esplode su una mina che lo ferisce in maniera grave. Riga riesce a sopravvivere, ma alla fine Agrin riesce a farla finita: lo lega ad una corda e lo butta sul fondo di un lago, buttandosi a sua volta da un burrone subito dopo. Quando il suo fratello ha la visione del piccolo che annega, corre disperato per tentare di salvarlo, ma è troppo tardi. Hengov alla fine trova il corpo di Riga sul fondo del lago, ma non riesce a tagliare la corda a causa della sua disabilità. A Hengov non rimane che piangere la sorella sul ciglio dal quale si è gettata. Nel frattempo, Satellite, disabile a causa dell'esplosione, osserva apatico una colonna di soldati americani che passa attraverso il campo, avendo perso ogni interesse nell'America e negli americani.

## Riconoscimenti
- Festival Internazionale del Cinema di San Sebastián
  - Concha de Oro